# 미야리산 제약
미야리산 제약 주식회사(일본어: ミヤリサン製薬)은 낙산균등 장약을 제조하는 일본의 제약회사이다.

## 연혁
- 1933년 - 지바의과대학(현 지바 대학 의학부)에서 미야리 박사(宮入近治)에 의해 낙산균이 발견됨.
- 1940년 - 낙산균의 공업생산개시
- 1947년 - 미야리균제 연구소 설립
- 1950년 - 나가노 현 하니시나 군 도구라마치에 도구라 공장설립
- 1965년 - 자본금 5천만엔으로 미야리산 주식회사 설립
- 1974년 - 미야리 주식회사와 미야리균제연구소가 합병 (자본금 2억엔) 본사를 도쿄 도 기타 구에 둠
- 1998년 - 나가노 현 하니시나 군 사카키마치에 사카키 공장 설립
- 2006년 - 회사명을 미야리산 제약주식회사로 변경